# Germán Contreras y Sotomayor
Germán Contreras y Sotomayor (1875-1940), fue un militar, político y empresario chileno del siglo XX.

## Biografía
Nació en Santiago de Chile en 1875, como hijo legítimo del coronel del Ejército de Chile Juan de la Cruz Contreras y Arancibia, oficial del batallón Carampangue del Ejército chileno, de muy destacada participación en la Batalla de Yungay y héroe de la Batalla de Puente Buin durante la Guerra contra la Confederación Perú-Boliviana, y de Mercedes Antonia Sotomayor y Reynoso en Santiago de Chile), los que además fueron padres del militar chileno Luis Alberto Contreras y Sotomayor, general del Ejército de Chile, quien fuera uno de los pioneros de la aviación chilena y Gobernador del Territorio de Magallanes.

## Trayectoria pública y privada
Ingresó muy joven a la Escuela Militar del Libertador Bernardo O'Higgins como cadete, egresando al momento de la Guerra Civil de 1891, sin tomar parte en ella.
Posteriormente, en 1892, y con el grado de teniente, estuvo en servicio en la Guarnición de Antofagasta. Luego, fue agregado militar de la legación de Chile en La Paz, Bolivia, por un período de dos años, durante la misión del embajador chileno Abraham König, donde además contrajo matrimonio. Nombrado también por el Gobierno de Chile como agregado militar en Roma, Italia, no asumió el cargo por razones personales. Luego, y ya ascendido al grado de capitán, fue designado oficial del Estado Mayor del Ejército, para luego acogerse a retiro de la institución, para dedicarse completamente a sus negocios, en los que tuvo gran éxito. 
Como empresario y director de diversas compañías, fue dueño de minas de plata y estaño en Bolivia y propulsor de la incipiente industria del petróleo en dicho país. El gobierno boliviano le negó la concesión de un millón quinientas mil hectáreas de explotación petrolífera sobre la zona comprendida entre Charagua por el sur y Santa Cruz de la Sierra por el norte -respetando las pertenencias de la "Standard Oil" y de otras personas que puedan tener derechos adquiridos-, que había hecho como socio y representante del "Grupo Petrolífero Oriental de Bolivia", con sede en Santiago, aduciendo dicho gobierno "razones de alto interés nacional" para fundamentar la negativa, con fecha 2 de marzo de 1937. Respecto de este episodio, Abdón S. Saavedra Mallea -hermano del Presidente de Bolivia Bautista Saavedra Mallea-, relata ciertas palabras que habría dicho Germán Contreras cuando se enteró de la denegación:

"¡Este país está mal gobernado, pero pronto lo gobernaremos, cuando sea provincia chilena y yo gobernador de este pueblo, se harán las cosas mejor!".

.
Desde el Partido Nacional, en 1918, presentó una serie de conferencias sobre el problema de Tacna y Arica, gracias al estudio profundo del asunto que había hecho incluso en archivos bolivianos, teniendo gran repercusión en la prensa chilena de la época. Producto de todas estas conferencias dadas, publicó un libro titulado "La Cuestión de Tacna y Arica" en 1918. En 1920 fue nuevamente candidato a Diputado por el Partido Nacional.
Gran orador y polemista, fue un asiduo colaborador de la prensa a través de artículos y cartas abiertas. De las más notables, destaca una publicada en el diario "El Mercurio" de Santiago en 1924 y dirigida a Ignacio Santa María y Márquez de la Plata, autor de una "Historia de la Guerra del Pacífico", en la que impugna lo afirmado por este escritor respecto de los verdaderos orígenes de la guerra contra Perú y Bolivia:

"En cuanto a la política interna de Bolivia y del Perú y a la muy especial de ambas cancillerías antes del conflicto, en el conflicto y después de la destrucción de sus ejércitos, existe un abismo entre lo que usted sustenta en el capítulo tercero del volumen II y la realidad de lo que sucedió en cada faz de la guerra, que lamento muy de  veras no haber tenido la ocasión de ofrecer a usted los antecedentes que prueban mis aserciones y que por juzgar no son de  oportunidad,  me reservo su publicación.
El verdadero origen del impuesto al salitre; el porqué de la misión Lavalle y cuál la influencia que se ejercitó para  atraer a la República Argentina a la  alianza, en nada coinciden con  lo dicho por Usted."
Germán Contreras y Sotomayor

.
En el mes de julio de 1925, publicó un largo artículo en El Mercurio titulado: "Tacna y Arica. Una página de su historia en relación al problema del Pacífico", basado en documentos pertenecientes al archivo personal de su suegro, el General Hilarión Daza, ex Presidente de la República de Bolivia. El Señor Contreras Sotomayor,"en estas materias, por sus vinculaciones con la sociedad boliviana y la documentación que posee, está capacitado para sustentar teorías y defender situaciones que siempre han provocado controversias con los internacionalistas chilenos y extranjeros".
Escribió también, "Geografía descriptiva de Bolivia", "Generalidades sobre la geografía militar del mismo país" y una "Carta Militar de Bolivia".

## Familia y descendencia
Germán Contreras y Sotomayor fue dueño del Palacio Meiggs en Santiago, que había comprado en 1876 a Henry Meiggs, donde tuvo su residencia. Contrajo matrimonio en La Paz, Bolivia, con Raquel Daza y Gutiérrez -radicada y fallecida en Chile-, hija del Excmo. Sr. General Hilarión Daza, Presidente de la República de Bolivia, y de Benita Gutiérrez y Tezanos-Pinto. Fueron padres de:
- 1. Germán Contreras Daza.
- 2. Irma Contreras Daza.
- 3. María Contreras Daza.

Germán Contreras y Sotomayor falleció en Santiago el 19 de diciembre de 1940, y sus restos, junto a los de su señora y de sus hijos, y a los de su hermano el General Luis Alberto Contreras y Sotomayor y la familia de este -Contreras Bañados-, yacen sepultados en el mausoleo Contreras Sotomayor, ubicado en la calle Echaurren del Cementerio General de Santiago de Chile.
Respecto de la residencia familiar de la familia Contreras Daza en Santiago, el Palacio Meiggs, el escritor estadounidense Watt Stewart en su libro "Enrique Meiggs en Chile", relata en 1938:

"En la actualidad, la residencia es de propiedad y domicilio del señor Germán Contreras Sotomayor y esposa, doña Raquel Daza de Contreras, hija del ex-Presidente Daza de Bolivia. La encantadora simpatía de la señora de Contreras, mientras me guiaba por las imponentes salas y hablaba de su historia, el gusto perfecto con que las ha amoblado, y la excelente forma en que son mantenidas, me convencieron de que la residencia tiene unos dueños de casa dignos de ella.

Los escritores de generaciones pasadas que vieron la casa y escribieron sobre ella (y prácticamente todo visitante de Santiago la vio, pues era un «sitio de exhibición»), la describían como «palacial»; y en verdad ninguna palabra más débil le corresponde. Un doble par de puertas de caoba tallada y de por lo menos doce pies de altura y seis pulgadas de espesor, quedando el segundo par más allá de un zaguán muy bajo, conducen al visitante al gran vestíbulo circular. Su piso es de mármol de colores, colocado en un hermoso diseño formando estrellas. Pero la vista es ante todo captada y llevada hacia arriba por la gracia y riqueza de la escalera de caoba maciza que sube en espiral, girando hacia la derecha para formar, por fin, una semi-galería que permite la comunicación entre las alas del segundo piso. Mirada desde la entrada, rápidamente sugiere un gigantesco signo de interrogación no impropiamente, pues el visitante tiene que maravillarse ante la forma en que ha llegado allí en primer término, tan bella y tan rica. Las puertas estilo Renacimiento francés con sus pesados frontones, que dan entrada a las cuatro grandes salas del primer piso, se abren desde el hall principal. De un modo verdaderamente regio (¿o debería llamársele «estilo presidencial»?) estas salas fueron denominadas por don Enrique «el salón blanco», «el salón azul» y «el salón rojo». La cuarta, el comedor de abeto Douglas natural, no está bautizada con una designación de color. Todas están conservadas exactamente como fueron decoradas originariamente por Meiggs; sin incluir, naturalmente, los muebles. La señora de Contreras, cuando nos referimos a la frescura del dorado, rojo y azul del «salón rojo», declaró que las salas no habían sido vueltas a pintar, y que no se había hecho en ellas trabajo alguno excepto el de limpiarlas. La sala azul es sólo ligeramente menos rica que la roja. Cada una de las cuatro difiere bastante en la decoración, pero es similar en forma y tamaño. 
Las mitades de la casa en el segundo piso son enteramente distintas, y la comunicación sólo es posible por la galería de que ya se ha hablado. Hay a ambos lados varios departamentos cada uno con su baño, closets, y prácticamente todas las demás comodidades que usualmente se encuentran en una residencia moderna de lujo.
Una de las características notables del edificio es que tiene una planta de calefacción central, un sistema de aire caliente. Esto es tanto más notable si se recuerda que en los Estados Unidos en esa época relativamente pocas casas tenían ese equipo. Además, había un sistema de tubos para hablar y timbres que funcionaron en otros tiempos. 
La presente dueña de casa declaró que los materiales, hasta los clavos, fueron hechos en California de acuerdo con indicaciones de Meiggs y que cuando llegaron a Valparaíso, todo en un barco, sólo fué necesario traerlos a Santiago y armarlos. Un historiador chileno le manifestó al cronista que la obra de erigir la casa fué comenzada inmediatamente después de la terminación del Ferrocarril Santiago-Valparaíso, y que el trabajo fué hecho por ex empleados ferroviarios de Meiggs, los que prestaron sus servicios sin paga, una especie de obra de amor, según parecería. El excelente estado del edificio, tanto por fuera como por dentro, constituye un elocuente tributo a la calidad de los materiales con que fué construido".

.